# پت کوران
پت کوران (انگلیسی: Pat Curran؛ زادهٔ ۳۱ اوت ۱۹۸۷) ورزشکار هنرهای رزمی ترکیبی اهل ایالات متحده آمریکا است. وی بین سال‌های ۲۰۰۸ تا ۲۰۲۰ میلادی فعالیت می‌کرد.